# 1974 Голяма награда на Канада
1974 Голяма награда на Канада е 8-о за Голямата награда на Канада и четиринадесети кръг от сезон 1974 във Формула 1, провежда се на 22 септември 1974 година на пистата Моспорт, Боуманвил в Канада.

## Репортаж
Лотус отново концентрираха вниманието си изцяло върху 72, но запазвайки 76 като резервен болид за Рони Петерсон и Джаки Икс. Отборът също така обяви, че Тим Шенкен ще кара последния, но това е отхвърлено. Йохен Мас, който имаше труден сезон със Съртис, е обявен като трети пилот на Макларън, вземайки мястото на Дейвид Хобс. БРМ отново освободиха Анри Пескароло и Франсоа Миго, но вместо това Крис Еймън е повикан да кара редом до Жан-Пиер Белтоаз, след като проектът му като собственик на свой собствен отбор се оказа неуспешен. В Съртис, Дерек Бел e присъединен с Хелмут Коиниг, който не успя да се класира за състезанието в Австрия с Финото Брабам. Иън Ашли и поддръжниците му отново участват с миналогодишния Брабам BT42, докато още един модел от този е използван за канадеца Епи Вицес, под името Тийм Канада. Маки първоначално бяха записани с Хоудън Гънли, което обаче не се случи, след като новозеландеца напусна тима и прекратявайки кариерата си във Формула 1.
По-забележително е появяването на два нови американски отбора. Легендата от автомобилната асоциация на САЩ, Парнели Джоунс с подкрепата на партньора си Вел Милетич, както и бившия дизайнер за Лотус, Маурис Филип създадоха отбор за Ф1 и болида VPJ4 за Марио Андрети, като болида има характеристики на Лотус 72. Също една важна фигура в американските серии е Роджър Пенске, който е участвал като пилот в два ГП-та в Уоткинс Глен през 1961 и 1962, както и собственик на отбор, участвайки с Марк Донъхю за ГП на Канада преди три години, където Марк финишира трети зад волана на Макларън. Както при Парнели и Андрети, двойката Пенске и Донъхю също имаха амбиции за Формула 1, конструирайки задвижвания с Косуърт, Пенске PC1 за Донъхю.

### Квалификация
Емерсон Фитипалди прекъсна серията от пол-позиции от Ники Лауда, изпреварвайки австриеца с по-малко от пет стотни от секундата, с Джоди Шектър на десета зад тях. Карлос Ройтеман продължи отличната форма на Брабам, класирайки се четвърти пред Жан-Пиер Жарие, Клей Регацони, Патрик Депайе, Джеймс Хънт, Карлос Паче и Петерсон. Вицес остана на секунда от място гарантиращо участие в състезанието, но организаторите след дълга дискусия, решиха да го пуснат, за разлика от Бел, Майк Уайлдс, Виторио Брамбила (който имаше инцидент в петък, унищожавайки Марч-а си) и Ашли които не успяха да се класират.

### Състезание
Лауда и Регацони потеглиха отлично, но Фитипалди успя да раздели двете Ферари-та с Шектър четвърти. Хънт излезе пети пред Жарие, Ройтеман, Паче, Депайе и Петерсон. Ролф Щомелен води следващата група с Андрети, Том Прайс, Джон Уотсън, Дени Хълм, Белтоаз, Жак Лафит, Артуро Мерцарио, Икс и Коиниг. Донъхю заседна на стартовото си място на старта и се опита да догони останалите, докато Еймън намери управлението на БРМ като отлично.
Първите четирима се отдалечиха от останалите и след третата обиколка се Фитипалди направи лека разлика срещу Регацони, което принуди Шектър да го изпревари. Хънт е под непрестанно напрежение от страна на Жарие, докато Андрети задмина Лола-та на Щомелен, оставяйки германеца да се справи със сънародника си Мас и останалите. Ханс-Йоахим Щук спря в бокса в деветата обиколка за проблем с горивното налягане, преди германеца да отпадне три обиколки по-късно, докато дроселовите клапани на Еймън му създадоха проблеми.
Мас се справи с Щомелен и се опита да изпревари Андрети, който блокира всяка направена атака отстрана на Макларън-а, от което германеца се завъртя. Уотсън също загуби контрол в опит да избегне Мас и двамата спряха в бокса за поправяне на болидите. Междувременно Лауда контролира събитията с Фитипалди и Шектър зад него. Прайс е поредния пилот, който трябваше да се справи с Щомелен, удряйки задницата на Лола-та преди да го изпревари. През това време Мерцарио напусна с проблеми по управлението, докато Вицес отпадна от края на колоната с повреда по двигателя.
Брабам-ите спряха за смяна на гумите, което сложи край на шансовете за нещо повече, докато Шектър усети нещо странно по спирачките около 45-а обиколка. Три обиколки по-късно спирачките му отказаха и той се удари в бариерите на завоя Мос. Това прати Регацони на трета позиция, но зад него Петерсон изпревари Жарие за пета позиция, след като французина напусна със счупена задвижвана полуоска. След това шведът фокусира вниманието си върху Хънт, въпреки наклонено предно крило от удар с Мас и в 60-а обиколка задмина и Хескет-а с лекота, след което намали преднината на Регацони. Денят на Шадоу стана още по-неприятен, след като и Прайс напусна с повреда по двигателя.
Следващата жертва е Лауда в 69-а обиколка, след като отново лошият му късмет го посети. Пред него на трасето е Уотсън, който е забавен заради смяна на гума, преди окачването му да го предаде на завоя Квебек. Северно-ирландецът успя да удържи Брабам-а си, но остави по трасето парчета пръст. Маршалите не успяха навреме да развеят жълтите флагове и Лауда с бърза скорост загуби контрол върху Ферари-то и се удари челно в мантинелите, което остави Фитипалди начело.
Победата на бразилеца го постави на първа позиция в класирането при пилотите, заедно с Регацони, който успя да удържи на атаките на Петерсон, след като успя да постави Донъхю пред шведа. Хънт завърши на четвърта позиция пред Депайе, докато Хълм взе последната точка след оспорвана битка с Парнели-то на Андрети. Паче и Ройтеман финишираха след тях, докато Коиниг завърши девети в своето първо състезание. Щомелен, Донъхю, Икс, Греъм Хил, Лафит (който спря няколко обиколки до финала със спукана гума, като вероятна причина са отломките оставени от болида на Уотсън), и Мас. Еймън и Белтоаз все още се движеха на трасето, но много назад от останалите, за да бъдат класирани.

## Класиране
| Поз | No | Пилот             | Конструктор      | Обиколки | Време/Отпадане  | Място | Точки |
| --- | -- | ----------------- | ---------------- | -------- | --------------- | ----- | ----- |
| 1   | 5  | Емерсон Фитипалди | Макларън-Форд    | 80       | 1:40:26.136     | 1     | 9     |
| 2   | 11 | Клей Регацони     | Ферари           | 80       | + 13.034        | 6     | 6     |
| 3   | 1  | Рони Петерсон     | Лотус-Форд       | 80       | + 14.494        | 10    | 4     |
| 4   | 24 | Джеймс Хънт       | Хескет-Форд      | 80       | + 15.669        | 8     | 3     |
| 5   | 4  | Патрик Депайе     | Тирел-Форд       | 80       | + 55.322        | 7     | 2     |
| 6   | 6  | Дени Хълм         | Макларън-Форд    | 79       | + 1 Об.         | 14    | 1     |
| 7   | 55 | Марио Андрети     | Парнели-Форд     | 79       | + 1 Об.         | 16    |       |
| 8   | 8  | Карлос Паче       | Брабам-Форд      | 79       | + 1 Об.         | 9     |       |
| 9   | 7  | Карлос Ройтеман   | Брабам-Форд      | 79       | + 1 Об.         | 4     |       |
| 10  | 19 | Хелмут Коиниг     | Съртис-Форд      | 78       | + 2 Об.         | 22    |       |
| 11  | 27 | Ролф Щомелен      | Лола-Форд        | 78       | + 2 Об.         | 11    |       |
| 12  | 66 | Марк Донъхю       | Пенске-Форд      | 78       | + 2 Об.         | 24    |       |
| 13  | 2  | Джаки Икс         | Лотус-Форд       | 78       | + 2 Об.         | 21    |       |
| 14  | 26 | Греъм Хил         | Лола-Форд        | 77       | + 3 Об.         | 20    |       |
| 15  | 21 | Жак Лафит         | Исо Малборо-Форд | 74       | Спукана гума    | 18    |       |
| 16  | 33 | Йохен Мас         | Макларън-Форд    | 72       | + 8 Об.         | 12    |       |
| НКл | 15 | Крис Еймън        | БРМ              | 70       | Не е класиран   | 25    |       |
| Отп | 12 | Ники Лауда        | Ферари           | 67       | Инцидент        | 2     |       |
| Отп | 16 | Том Прайс         | Шедоу-Форд       | 65       | Двигател        | 13    |       |
| Отп | 28 | Джон Уотсън       | Брабам-Форд      | 61       | Окачване        | 15    |       |
| НКл | 14 | Жан-Пиер Белтоаз  | БРМ              | 60       | Не е класиран   | 17    |       |
| Отп | 3  | Джоди Шектър      | Тирел-Форд       | 48       | Спирачки        | 3     |       |
| Отп | 17 | Жан-Пиер Жарие    | Шедоу-Форд       | 46       | Полуоска        | 5     |       |
| Отп | 20 | Артуро Мерцарио   | Исо Малборо-Форд | 40       | Управление      | 19    |       |
| Отп | 50 | Епи Вицес         | Брабам-Форд      | 33       | Двигател        | 26    |       |
| Отп | 9  | Ханс-Йоахим Щук   | Марч-Форд        | 12       | Горивна система | 23    |       |
| НКв | 18 | Дерек Бел         | Съртис-Форд      |          |                 |       |       |
| НКв | 22 | Майк Уайлдс       | Инсайн-Форд      |          |                 |       |       |
| НКв | 10 | Виторио Брамбила  | Марч-Форд        |          |                 |       |       |
| НКв | 42 | Иън Ашли          | Брабам-Форд      |          |                 |       |       |

## Класиране след състезанието
| Поз | Пилот             | Точки |
| --- | ----------------- | ----- |
| 1   | Емерсон Фитипалди | 52    |
| 2   | Клей Регацони     | 52    |
| 3   | Джоди Шектър      | 45    |
| 4   | Ники Лауда        | 38    |
| 5   | Рони Петерсон     | 35    |
| 6   | Карлос Ройтеман   | 23    |
| 7   | Дени Хълм         | 19    |
| 8   | Майк Хейлууд      | 35    |

| Поз | Конструктор   | Точки   |
| --- | ------------- | ------- |
| 1   | Макларън-Форд | 70 (72) |
| 2   | Ферари        | 65      |
| 3   | Тирел-Форд    | 51      |
| 4   | Лотус-Форд    | 42      |
| 5   | Брабам-Форд   | 26      |
| 6   | Хескет-Форд   | 11      |
| 7   | БРМ           | 10      |
| 8   | Шадоу-Форд    | 7       |